# Amarok (musikalbum)
Amarok är ett musikalbum av Mike Oldfield, utgivet 1990. Det hör till Oldfields märkligaste skivor, där små korta teman avlöser varandra. Skivan består av endast ett spår på en dryg timme och börjar med diverse "omöjliga" gitarrackord och slutar med afrikansk sång, en Margaret Thatcher-imitation av skådespelerskan Janet Brown samt en morsekod innehållandes "FUCK OFF RB". Den sägs vara riktad till hans dåvarande skivbolagschef Richard Branson (Virgin Records), som han hade en ganska frostig relation till.